# Listă de cărți considerate cele mai bune
Acesta este un exemplu de listă de cărți considerate cele mai bune listate cronologic pe baza cărților How to Read a Book de Mortimer Adler (1940) și How to Read a Book, ediția a 2-a de Mortimer Adler și Charles Van Doren (1972). Mortimer Jerome Adler (1902 – 2001) a fost un filozof, pedagog și editor american.
1. Homer – Iliada; Odiseea
2. Vechiul Testament
3. Aeschylus – Tragedies
4. Sophocles – Tragedies
5. Herodotus – Histories
6. Euripides – Tragedies
7. Thucydides – History of the Peloponnesian War
8. Hippocrates – Medical Writings
9. Aristophanes – Comedies
10. Plato – Dialogues
11. Aristotle – Works
12. Epicurus – "Letter to Herodotus"; "Letter to Menoecus"
13. Euclid – Elements
14. Archimedes – Works
15. Apoloniu din Perga – Conics
16. Cicero – Works (esp. Orations; On Friendship; On Old Age; Republic; Laws; Tusculan Disputations; Offices)
17. Lucretius – On the Nature of Things
18. Virgil – Works (esp. Aeneid)
19. Horace – Works (esp. Odes and Epodes; The Art of Poetry)
20. Titus Livius – Ab Urbe condita
21. Ovid – Works (esp. Metamorphoses)
22. Quintilian – Institutes of Oratory
23. Plutarch – Parallel Lives; Moralia
24. Tacitus – Histories; Annals; Agricola; Germania; Dialogus de oratoribus (Dialogue on Oratory)
25. Nicomachus of Gerasa – Introduction to Arithmetic
26. Epictetus – Discourses; Enchiridion
27. Ptolemy – Almagest
28. Lucian – Works (esp. The Way to Write History; The True History; The Sale of Creeds; Alexander the Oracle Monger; Charon; The Sale of Lives; The Fisherman; Dialogue of the Gods; Dialogues of the Sea-Gods; Dialogues of the Dead)
29. Marcus Aurelius – Meditations
30. Galen – On the Natural Faculties
31. The New Testament
32. Plotinus – The Enneads
33. St. Augustine – "On the Teacher"; Confessions; City of God; On Christian Doctrine
34. The Volsungs Saga or Nibelungenlied
35. The Song of Roland
36. The Saga of Burnt Njál
37. Maimonides – The Guide for the Perplexed
38. St. Thomas Aquinas – Of Being and Essence; Summa Contra Gentiles; Of the Governance of Rulers; Summa Theologica
39. Dante Alighieri – The New Life (La Vita Nuova); "On Monarchy"; Divine Comedy
40. Giovanni Boccaccio - The Decameron
41. Geoffrey Chaucer – Troilus and Criseyde; The Canterbury Tales
42. Thomas à Kempis – The Imitation of Christ
43. Leonardo da Vinci – Notebooks
44. Niccolò Machiavelli – The Prince; Discourses on the First Ten Books of Livy
45. Desiderius Erasmus – The Praise of Folly; Colloquies
46. Nicolaus Copernicus – On the Revolutions of the Heavenly Spheres
47. Thomas More – Utopia
48. Martin Luther – Table Talk; Three Treatises
49. François Rabelais – Gargantua and Pantagruel
50. John Calvin – Institutes of the Christian Religion
51. Michel de Montaigne – Essays
52. William Gilbert – On the Lodestone and Magnetic Bodies
53. Miguel de Cervantes – Don Quixote
54. Edmund Spenser – Prothalamion; The Faerie Queene
55. Francis Bacon – Essays; The Advancement of Learning; Novum Organum; New Atlantis
56. William Shakespeare – Poetry and Plays
57. Galileo Galilei – Starry Messenger; Two New Sciences
58. Johannes Kepler – The Epitome of Copernican Astronomy; Harmonices Mundi
59. William Harvey – On the Motion of the Heart and Blood in Animals; On the Circulation of the Blood; Generation of Animals
60. Grotius – The Law of War and Peace
61. Thomas Hobbes – Leviathan; Elements of Philosophy
62. René Descartes – Rules for the Direction of the Mind; Discourse on the Method; Geometry; Meditations on First Philosophy; Principles of Philosophy; The Passions of the Soul
63. Corneille – Tragedies (esp. The Cid, Cinna)
64. John Milton – Works (esp. the minor poems; Areopagitica; Paradise Lost; Samson Agonistes)
65. Molière – Comedies (esp. The Miser; The School for Wives; The Misanthrope; The Doctor in Spite of Himself; Tartuffe; The Tradesman Turned Gentleman; The Imaginary Invalid; The Affected Ladies)
66. Blaise Pascal – The Provincial Letters; Pensées; Scientific Treatises
67. John Bunyan - The Pilgrim's Progress
68. Boyle – The Sceptical Chymist
69. Christiaan Huygens – Treatise on Light
70. Benedict de Spinoza – Political Treatises; Ethics
71. John Locke – A Letter Concerning Toleration; Of Civil Government; An Essay Concerning Human Understanding; Some Thoughts Concerning Education
72. Jean Baptiste Racine – Tragedies (esp. Andromache; Phaedra; Athalie (Athaliah))
73. Isaac Newton – Mathematical Principles of Natural Philosophy; Opticks
74. Gottfried Wilhelm Leibniz – Discourse on Metaphysics; New Essays on Human Understanding; Monadology
75. Daniel Defoe – Robinson Crusoe; Moll Flanders
76. Jonathan Swift – The Battle of the Books; A Tale of a Tub; A Journal to Stella; Gulliver's Travels; A Modest Proposal
77. William Congreve – The Way of the World
78. George Berkeley – A New Theory of Vision; A Treatise Concerning the Principles of Human Knowledge
79. Alexander Pope – An Essay on Criticism; The Rape of the Lock; An Essay on Man
80. Charles de Secondat, baron de Montesquieu – Persian Letters; The Spirit of the Laws
81. Voltaire – Letters on the English; Candide; Philosophical Dictionary
82. Henry Fielding – Joseph Andrews; Tom Jones
83. Samuel Johnson – The Vanity of Human Wishes; Dictionary; Rasselas; Lives of the Poets
84. David Hume – A Treatise of Human Nature; Essays Moral and Political; An Enquiry Concerning Human Understanding; History of England
85. Jean-Jacques Rousseau – Discourse on Inequality; On Political Economy; Emile: or, On Education; The Social Contract; Confessions
86. Laurence Sterne – Tristram Shandy; A Sentimental Journey Through France and Italy
87. Adam Smith – The Theory of Moral Sentiments; The Wealth of Nations
88. William Blackstone – Commentaries on the Laws of England
89. Immanuel Kant – Critique of Pure Reason; Groundwork of the Metaphysic of Morals; Critique of Practical Reason; Prolegomena to Any Future Metaphysics; The Science of Right; Critique of Judgment; Perpetual Peace
90. Edward Gibbon – The History of the Decline and Fall of the Roman Empire; Autobiography
91. James Boswell – Journal; The Life of Samuel Johnson
92. Antoine Laurent Lavoisier – Traité Élémentaire de Chimie (Elements of Chemistry)
93. Alexander Hamilton, John Jay, and James Madison – Federalist Papers (together with the Articles of Confederation; United States Constitution and United States Declaration of Independence)
94. Jeremy Bentham – Comment on the Commentaries; Introduction to the Principles of Morals and Legislation; Theory of Fictions
95. Johann Wolfgang Goethe – Faust; Poetry and Truth
96. Thomas Robert Malthus – An Essay on the Principle of Population
97. John Dalton – A New System of Chemical Philosophy
98. Jean Baptiste Joseph Fourier – Analytical Theory of Heat
99. Georg Wilhelm Friedrich Hegel – The Phenomenology of Spirit; Science of Logic; Elements of the Philosophy of Right; Lectures on the Philosophy of History
100. William Wordsworth – Poems (esp. Lyrical Ballads; Lucy poems; sonnets; The Prelude)
101. Samuel Taylor Coleridge – Poems (esp. Kubla Khan; The Rime of the Ancient Mariner ); Biographia Literaria
102. David Ricardo – On the Principles of Political Economy and Taxation
103. Jane Austen – Pride and Prejudice; Emma
104. Carl von Clausewitz – On War
105. Stendhal – The Red and the Black; The Charterhouse of Parma; On Love
106. François Guizot – History of Civilization in France
107. Lord Byron – Don Juan
108. Arthur Schopenhauer – Studies in Pessimism
109. Michael Faraday – The Chemical History of a Candle; Experimental Researches in Electricity
110. Nikolai Lobachevsky – Geometrical Researches on the Theory of Parallels
111. Charles Lyell – Principles of Geology
112. Auguste Comte – The Positive Philosophy
113. Honoré Balzac – Works (esp. Le Père Goriot; Le Cousin Pons; Eugénie Grandet; Cousin Bette; César Birotteau)
114. Ralph Waldo Emerson – Representative Men; Essays; Journal
115. Victor Hugo - Les Misérables
116. Nathaniel Hawthorne – The Scarlet Letter
117. Alexis de Tocqueville – Democracy in America
118. John Stuart Mill – A System of Logic; Principles of Political Economy; On Liberty; Considerations on Representative Government; Utilitarianism; The Subjection of Women; Autobiography
119. Charles Darwin – On the Origin of Species; The Descent of Man; Autobiography
120. William Makepeace Thackeray – Works (esp. Vanity Fair; The History of Henry Esmond; The Virginians; Pendennis)
121. Charles Dickens – Works (esp. Pickwick Papers; Our Mutual Friend; David Copperfield; Dombey and Son; Oliver Twist; A Tale of Two Cities; Hard Times)
122. Claude Bernard – Introduction to the Study of Experimental Medicine
123. George Boole – The Laws of Thought
124. Henry David Thoreau – Civil Disobedience; Walden
125. Karl Marx and Friedrich Engels – Das Kapital (Capital); The Communist Manifesto
126. George Eliot – Adam Bede; Middlemarch
127. Herman Melville – Typee; Moby-Dick; Billy Budd
128. Fyodor Dostoyevsky – Crime and Punishment; The Idiot; The Brothers Karamazov
129. Gustave Flaubert – Madame Bovary; Three Stories
130. Henry Thomas Buckle – A History of Civilization in England
131. Francis Galton – Inquiries into Human Faculties and Its Development
132. Bernhard Riemann – The Hypotheses of Geometry
133. Henrik Ibsen – Plays (esp. Peer Gynt; Brand; Hedda Gabler; Emperor and Galilean; A Doll's House; The Wild Duck; The Master Builder)
134. Leo Tolstoy – War and Peace; Anna Karenina; "What Is Art?"; Twenty-Three Tales
135. Richard Dedekind – Theory of Numbers
136. Wilhelm Wundt – Physiological Psychology; Outline of Psychology
137. Mark Twain – The Innocents Abroad; Adventures of Huckleberry Finn; A Connecticut Yankee in King Arthur's Court; The Mysterious Stranger
138. Henry Adams – History of the United States; Mont-Saint-Michel and Chartres; The Education of Henry Adams; Degradation of Democratic Dogma
139. Charles Peirce – Chance, Love, and Logic; Collected Papers
140. William Sumner – Folkways
141. Oliver Wendell Holmes – The Common Law; Collected Legal Papers
142. William James – The Principles of Psychology; The Varieties of Religious Experience; Pragmatism; A Pluralistic Universe; Essays in Radical Empiricism
143. Henry James – The American; The Ambassadors
144. Friedrich Wilhelm Nietzsche – Thus Spoke Zarathustra; Beyond Good and Evil; On the Genealogy of Morality; The Will to Power; Twilight of the Idols; The Antichrist
145. Georg Cantor – Transfinite Numbers
146. Jules Henri Poincaré – Science and Hypothesis; Science and Method; The Foundations of Science
147. Sigmund Freud – The Interpretation of Dreams; Three Essays on the Theory of Sexuality; Introduction to Psychoanalysis; Beyond the Pleasure Principle; Group Psychology and the Analysis of the Ego; The Ego and the Id; Civilization and Its Discontents; New Introductory Lectures on Psychoanalysis
148. George Bernard Shaw – Plays and Prefaces
149. Max Planck – Origin and Development of the Quantum Theory; Where Is Science Going?; Scientific Autobiography
150. Henri Bergson – Time and Free Will; Matter and Memory; Creative Evolution; The Two Sources of Morality and Religion
151. John Dewey – How We Think; Democracy and Education; Experience and Nature; The Quest for Certainty; Logic – The Theory of Inquiry
152. Alfred North Whitehead – A Treatise on Universal Algebra; An Introduction to Mathematics; Science and the Modern World; Process and Reality; The Aims of Education and Other Essays; Adventures of Ideas
153. George Santayana – The Life of Reason; Scepticism and Animal Faith; The Realms of Being (which discusses the Realms of Essence, Matter and Truth); Persons and Places
154. Vladimir Lenin – Imperialism; The State and Revolution
155. Marcel Proust –  In Search of Lost Time (formerly translated as Remembrance of Things Past)
156. Bertrand Russell – Principles of Mathematics; The Problems of Philosophy; Principia Mathematica; The Analysis of Mind; An Inquiry into Meaning and Truth; Human Knowledge, Its Scope and Limits
157. Thomas Mann – The Magic Mountain; Joseph and His Brothers
158. Albert Einstein – The Theory of Relativity; Sidelights on Relativity; The Meaning of Relativity; On the Method of Theoretical Physics; The Evolution of Physics
159. James Joyce – "The Dead" in Dubliners; A Portrait of the Artist as a Young Man; Ulysses
160. Jacques Maritain – Art and Scholasticism; The Degrees of Knowledge; Freedom and the Modern World; A Preface to Metaphysics; The Rights of Man and Natural Law; True Humanism
161. Franz Kafka – The Trial; The Castle
162. Arnold J. Toynbee – A Study of History; Civilization on Trial
163. Jean-Paul Sartre – Nausea; No Exit; Being and Nothingness
164. Aleksandr Solzhenitsyn – The First Circle; Cancer Ward